# Cleator Moor
Cleator Moor è un paese di 6.963 abitanti della contea del Cumbria, in Inghilterra.